# Oost-Atlantische gaffelkabeljauwen
De Oost-Atlantische gaffelkabeljauwen (Phycidae) zijn volgens FishBase een familie van de Kabeljauwachtigen (Gadiformes). Joseph Nelson (en ITIS) classificeert deze familie als onderfamilie Phycinae in de familie Gadidae (Kabeljauwen).

## Geslachten
- Phycis Artedi, 1792
- Urophycis Gill, 1863